# João Ponce de Arruda
João Ponce de Arruda (Cuiabá, 27 de julho de 1904 — Cuiabá, 17 de maio de 1979) foi um engenheiro e político brasileiro.

## Biografia
Graduado em Engenharia civil,pela Escola Politécnica do Rio de Janeiro, cidade onde também residia, assumiu a prefeitura de Cuiabá em 1932, no lugar de Júlio Strübing Müller, seu cunhado. Eleito Deputado Estadual em 1934, assinou Constituição Estadual, deixando registrada sua restrição quanto ao seu preâmbulo. Com a decretação do Estado Novo ocorrida em 10 de novembro de 1937, a Assembléia Estadual foi fechada. Como Júlio Müller foi nomeado interventor estadual, Ponce de Arruda foi nomeado Secretário Geral do Estado.
Eleito Deputado Federal Constituinte em 1945 pelo PSD, foi reeleito em 1950 pelo PSD e novamente reeleito em 1954 pela Aliança Democrática Social Trabalhista (ADST). Em 1955 candidata-se a governador pelo PSD e elege-se, interrompendo seu mandato de Deputado Federal. Cumpre o mandato de Governador do Estado de Mato Grosso (de 31 de janeiro de 1956 a 31 de janeiro de 1961). Candidata-se novamente à Câmara Federal, em 1962, sendo eleito, pela ADST, voltando à Câmara Federal em 1963 terminando seu mandato em 31 de janeiro de 1967, pela Aliança Renovadora Nacional. Nas eleições de 1966 candidata-se ao Senado Federal, porém é derrotado por Fernando Correia da Costa na disputa à vaga única. Foi suplente de Rachid Saldanha Derzi, eleito nas eleições de 1970.
Faleceu em Cuiabá, em 17 de maio de 1979.